# Pozzuolo del Friuli
Pozzuolo del Friuli é uma comuna italiana da região do Friuli-Venezia Giulia, província de Udine, com cerca de 6463 2004 habitantes. Estende-se por uma área de 34,28 km², tendo uma densidade populacional de 187 hab/km². Faz fronteira com Basiliano, Campoformido, Lestizza, Mortegliano, Pavia di Udine, Udine.

## Demografia
| Variação demográfica do município entre 1861 e 2011                               |
|                                                                                   |
| Fonte: Istituto Nazionale di Statistica (ISTAT) - Elaboração gráfica da Wikipedia |